# ’Scuse Me While I Miss the Sky
«’Scuse Me While I Miss the Sky» (рус. Лиза — астроном) — шестнадцатый эпизод четырнадцатого сезона мультсериала «Симпсоны». Впервые вышел в эфир 30 марта 2003 года.

## Сюжет
В Спрингфилдскую начальную школу приходит режиссёр-документалист по имени Деклан Десмонд. Он хочет снять документальный фильм об учениках этой школы. В процессе съёмки он умудряется заснять взлёт и падение карьеры Барта Симпсона, а позже — выступление школьных дежурных Милхауса и Ральфа (причём мы узнаём, что первый до сих пор играет в куклы, а второй воображает себя Суперменом). Понимая, что от таких учеников зрители будут не в восторге от Спрингфилдской начальной школы, Скиннер предлагает Десмонду пообщаться с Лизой Симпсон, самой умной девочкой в школе. Но пообщавшись с Лизой, журналист приходит к неожиданному выводу: девочка абсолютно не задумывается о своей будущей профессии. Тогда он в открытую советует Лизе найти её, ведь без будущих перспектив её знания никому не будут нужны и она закончит жизнь в неизвестности. А у Барта тоже горе — после случая с хулиганами, которые забросали его грязью, популярность и крутость мальчика упала до нуля и теперь ему нужно как-то реабилитироваться. Увидев Нельсона, который содрал эмблему с чужой машины, Барт решает проделать то же самое. А Лиза, пытаясь найти себя, отправляется в Спрингфилдский музей. Осмотрев различные научные отделы, девочка попадает в планетарий. Посмотрев на звёзды, Лиза решает стать астрономом.
Гомер покупает дочери телескоп, и на следующий же вечер Лиза приступает к изучению неба. Вернее пытается, потому как яркие огня города мешают ей насладиться звёздами из дому. Лиза отправляется в лес, подальше от огней ночного города, но и здесь всё небо закрыто яркой завесой. Тут девочка и встречает профессора Фринка, который стоит на балконе Спрингфилдской Обсерватории и тоже возмущается по поводу яркого ночного освещения. Пообщавшись с профессором, Лиза решает написать петицию о запрете ночного освещения, которое загрязняет небо, ведь скоро над городом будет пролетать метеоритный дождь, пропускать который девочка не хочет. Тем временем Барт пытается впечатлить своих товарищей-хулиганов перекрашенной соской Мэгги, которую мальчик покрасил в белый цвет и выдал за содранную эмблему. Но Нельсон сразу распознал фальшивку, и Барт пал ещё ниже (к тому же за мальчиком пришла Мэгги, чтобы забрать свою вещь, что ещё раз доказало обман Барта). А Лиза тем временем успешно собирает подписи с жителей Спрингфилда, и вскоре мэр Куимби торжественно отключает всё освещение в городе. Теперь ночью над Спрингфилдом сияет звёздное небо, в котором каждый житель Спрингфилда видит частичку своей души… Но тёмная ночь — не только звёздное небо, но и звёздный час хулиганов, которые тут же принялись сдирать значки со всех машин подряд. Пока Барт сообразил, что ему подвернулся отличный шанс вернуть былую славу, было уже поздно — нетронутая эмблема осталась только на капоте кабриолета Жирного Тони! А это значит, что мальчику надо сильно постараться, если он хочет вернуть уважение друзей. А тем временем ночные хулиганские выходки выводят жителей из себя и они просят Куимби включить ночное освещение, что тот и делает, разочаровав Лизу и обрадовав остальных горожан (и попутно обломав план Барта по отпиливанию красивой статуэтки с машины мафиози).
Проходит неделя. Из-за максимального, почти дневного освещения жители Спрингфилда страдают бессонницей, Лиза рискует пропустить метеоритный дождь, а Барт не может украсть ту самую эмблему-статуэтку. Тогда брат и сестра решают объединиться, чтобы добиться темноты и заодно решения своих проблем. Для этого они проникают на станцию, использовав отпечаток ладони Гомера на контрольной панели (из-за бессонницы последний выглядит как зомби и ничего не понимает). Лиза решает отключить питание во всём городе, но Барт решает сделать всё наоборот и перегружает систему, добившись изначально запланированного результата. Но спрингфилдчане подобному повороту событий отнюдь не рады и даже собираются линчевать нарушителей. От расправы бедных детей спасает начавшийся метеоритный дождь, увидев который, горожане сменяют гнев на милость и отправляются домой. Наслаждаются зрелищем и Симпсоны (за исключением Барта, который всё-таки отпилил ту самую статуэтку и вернул к себе уважение).
В самом конце нам показывают документальный фильм «Американские Неудачники: День Спрингфилдской начальной школы», где демонстрируются интервью с учениками школы о том, кем они станут в будущем (фильм включает в себя мечту Милхауса стать бейсболистом и его неудачные попытки добиться этого).